# Suolahti
Suolahti est une ancienne municipalité et ancienne ville du centre-ouest de la Finlande, dans la région de Finlande-Centrale.
Elle est située à l'extrémité sud du grand lac Keitele, au début du canal de Keitele reliant lac Keitele au lac Päijänne. La principale écluse de cet ouvrage inauguré en 1993 est située à Suolahti.
Si le lieu est mentionné depuis le XVIe siècle, ce n'est qu'en 1898 avec l'arrivée de la voie ferrée venue de Jyväskylä, 45 km au sud, que le petit village commence à s'industrialiser. La première scierie est suivie d'autres industries liées au bois et au papier qui règnent encore sur la ville aujourd'hui. Séparée de sa voisine Äänekoski, elle devient une commune indépendante en 1932 et une ville en 1977.
Les municipalités voisines sont Laukaa au sud, Äänekoski à l'ouest (11 km de centre à centre) et Sumiainen à l'est. Au 1er janvier 2007, Suolahti a fusionné avec les deux dernières municipalités, conservant uniquement le nom d'Äänekoski.

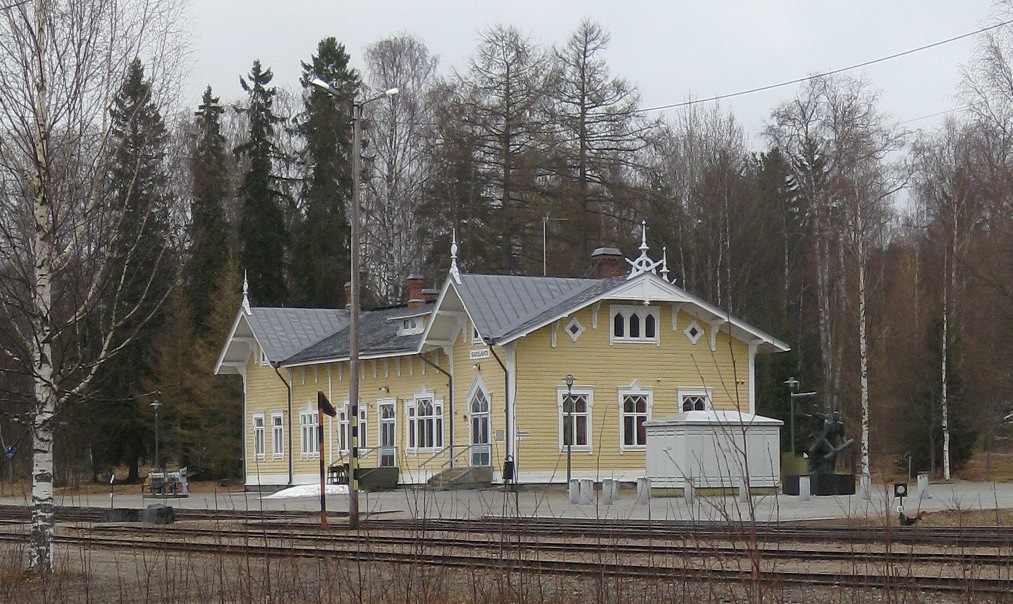
La gare.